# Ремі (Оклахома)
Ремі (англ. Remy) — переписна місцевість (CDP) в США, в окрузі Секвоя штату Оклахома. Населення — 505 осіб (2020).

## Географія
Ремі розташоване за координатами 35°27′41″ пн. ш. 94°29′58″ зх. д. / 35.46139° пн. ш. 94.49944° зх. д. (35.461505, -94.499501).  За даними Бюро перепису населення США в 2010 році переписна місцевість мала площу 33,47 км², з яких 33,32 км² — суходіл та 0,15 км² — водойми.

## Демографія
Згідно з переписом 2010 року, у переписній місцевості мешкали 562 особи в 216 домогосподарствах у складі 175 родин. Густота населення становила 17 осіб/км².  Було 226 помешкань (7/км²).
Расовий склад населення:
| - 84,9 % — білих - 10,3 % — корінних американців - 0,4 % — азіатів - 0,2 % — чорних або афроамериканців |

До двох чи більше рас належало 3,6 %. Частка іспаномовних становила 3,7 % від усіх жителів.
За віковим діапазоном населення розподілялося таким чином: 20,8 % — особи молодші 18 років, 62,5 % — особи у віці 18—64 років, 16,7 % — особи у віці 65 років та старші. Медіана віку мешканця становила 46,1 року. На 100 осіб жіночої статі у переписній місцевості припадало 103,6 чоловіків;  на 100 жінок у віці від 18 років та старших — 107,9 чоловіків також старших 18 років.
Середній дохід на одне домашнє господарство  становив 64 578 доларів США (медіана — 39 250), а середній дохід на одну сім'ю — 74 292 долари (медіана — 56 528). За межею бідності перебувало 6,4 % осіб, у тому числі 0,0 % дітей у віці до 18 років та 16,3 % осіб у віці 65 років та старших.
Цивільне працевлаштоване населення становило 217 осіб. Основні галузі зайнятості: сільське господарство, лісництво, риболовля — 19,4 %, публічна адміністрація — 16,6 %, будівництво — 12,4 %, роздрібна торгівля — 12,0 %.